# زبان‌های ایروکویی
خانوادهٔ زبان‌های ایروکویی (انگلیسی: Iroquoian languages) یکی از خانواده‌های زبانی سرخ‌پوستان آمریکای شمالی است. زبان‌های ایروکویی به فقدان کلی هم‌خوان‌های لبی مشهورند. زبان‌های این خانواده چندترکیبی و هسته‌نشان‌دار هستند.
خانوادهٔ زبان‌های ایروکویی در نواحی اطراف رودخانه سنت لارنس و دریاچه‌های ایری و آنتاریو رایج‌اند و قلمرو زبان‌های آلگانکی در این ناحیه را به دو بخش مجزا تقسیم کرده‌اند. زبان‌های موهاک، آنیده و سنه‌کا ازجمله اعضای خانواده ایروکویی به‌شمار می‌آیند. زبان‌های جنوبی این خانواده، چروکی و تاسکارو هستند که در ایالت‌های کارولینای شمالی، کارولینای جنوبی و تنسی گفتگو می‌شوند. در جنوب شرقی ایالات متحده، زبان‌های ماسکوگی رایج‌اند. این خانواده شامل زبان‌های آلاباما، کریک - مینول، چاکتاو و میکاسوکی است.